# Emilia Neumann
Emilia Neumann (* 1985 in Offenbach am Main) ist eine deutsche Bildhauerin. Sie lebt und arbeitet in Frankfurt am Main.

## Leben und Werk
Emilia Neumann studierte an der Hochschule für Gestaltung Offenbach bei Wolfgang Luy, Georg Hüter und Adam Jankowski, sowie an der Facultad de Bellas Artes Alonso Cano. Von 2016 bis 2017 lehrte sie an der HfG Offenbach.
Zu den bevorzugen Materialien von Emilia Neumann gehören Gips und Beton.
Arbeiten im öffentlichen Raum befinden sich in den Städten Spaichingen, Köln und Mörfelden-Walldorf, sowie im Gebäude des Bundesrats als Kunst am Bau.

## Ausstellungen (Auswahl)
Einzelausstellungen
- rhinoceros dreams, Köppe Contemporary, Berlin 2014
- Hartsubstrat, Galerie Perpétuel, Frankfurt 2016
- Heap of debris, Forum Kunst Rottweil 2017
- Medusa Piercing, Studio Picknick, Berlin 2018

## Auszeichnungen
- 2010: Johannes-Mosbach Stipendium
- 2012: Preisträgerin der Künstlerhilfe Frankfurt am Main
- 2014: Förderpreis der Darmstädter Sezession
- 2016: Wilhelm-Zimolong-Preis
- 2017: Artist in Residence, Stadt Spaichingen